# Matrix - Reîncărcat
Matrix - Reîncărcat (original: The Matrix Reloaded) este un film de acțiune științifico-fantastic din 2003. Este al doilea film din trilogia Matrix, și sequel al filmului din 1999. A fost regizat de frații Wachowski (Andy și Larry) și a avut premiera pe 7 mai 2003 în Westwood, Los Angeles, California. Lansarea generală a avut loc pe 15 mai 2003. Filmul continuă firul poveștii din primul Matrix și explorează în continuare războiul între umanitate și inteligența artificială, atât în Matrice cât și în lumea reală. Subiectul filmului a fost extins într-un serial animat - Animatrix, precum și într-un joc video denumit Enter the Matrix. Urmarea filmului se numește Matrix Revolutions iar aceasta pune capăt trilogiei.

## Rezumat
La șase luni după evenimentele primului film, Neo (Keanu Reeves) se trezește după ce are un coșmar în care o vede pe Trinity, împușcată de un Agent, căzând prin fereastra unui bloc de birouri. Morpheus primește un mesaj de la căpitanul Niobe (Jada Pinkett Smith) al navei Logos prin care era convocată o întâlnire de urgență a flotei orașului Zion. Conform informațiilor primite de la căpitanul Thaddeus, 250.000 de Santinele sapă în pământ către Zion și îl vor invada în mai puțin de 72 de ore. Comandantul Lock, conducătorul forțelor de apărare ale orașului, ordonă ca toate navele și echipajele lor să se întoarcă în Zion pentru a face față invaziei mașinilor. Morpheus cere unei nave să rămână în urmă pentru a contacta Oracolul, sfidând ordinele comandantului Lock. Între timp, unul din membrii echipajului navei Caduceus pe nume Bane, aflat într-o misiune în Matrice, este atacat de Agentul Smith, care se pare că încă nu a fost distrus de la ultima confruntare cu Neo. Smith se copiază peste mintea lui Bane și se descarcă în trupul fizic al acestuia din lumea reală.
Între timp, echipajul navei Nebuchadnezzar se întoarce în Zion și participă la o adunare în templul orașului, unde Morpheus anunță că mașinile avansează către oraș, dar atitudinea sa pozitivă și discursul plin de încredere pe care îl ține în fața locuitorilor orașului le dă curaj acestora. În timp ce populația se dezlănțuie într-o petrecere, Neo și Trinity fac dragoste, dar Neo este în continuare îngrijorat în legătură cu coșmarul despre moartea lui Trinity. Mai târziu, în dimineața următoare, Neo primește un mesaj de la Oracol și se întâlnește cu aceasta și cu garda ei de corp, Seraph. Știind că ea face parte din sistem, Neo o întreabă cum poate să aibă încredere în ea. Aceasta îi spune că numai el poate decide dacă o consideră aliat sau dușman.
Oracolul îi explică lui Neo că acesta trebuie să ajungă la Sursă, nucleul principal al mașinilor, unde calea Alesului ia sfârșit. Pentru a putea realiza aceasta, Neo trebuie să găsească în Matrice un program numit Făuritorul de chei, care era ținut prizonier de Merovingian, un alt program care ia înfățișarea unui burghez francez. Făuritorul de chei este singurul care poate facilita accesul lui Neo către Sursă. Oracolul pleacă după ce termină de vorbit cu Neo, iar acesta din urmă, rămas singur, este întâlnit de Agentul Smith. Agentul îi explică lui Neo că, după ce a fost învins în ultima luptă, urma să se întoarcă la Sursă pentru a fi șters, dar a refuzat și a devenit astfel un program exilat al Matricei. Smith îi reproșează lui Neo că, în urma acestei întâmplări, și-a pierdut scopul pe care îl avea, de a fi un Agent al sistemului, și dorește astfel să se răzbune pe Neo. El își demonstrează noua sa abilitate de a se copia peste oricine aflat în preajmă și astfel începe o luptă între Neo și numeroasele clone pe care Smith le-a creat. Neo le ține piept folosindu-se de cunoștințele sale de arte marțiale și de o bară de metal cu care le ține la distanță. Fiind depășit numeric și realizând că Smith continuă să trimită tot mai multe copii ale sale, Neo părăsește lupta și își ia zborul, iar clonele lui Smith se dispersează.

Merovingianul şi Persefona

Neo, Morpheus și Trinity îl vizitează pe Merovingian și i-l cer pe Făuritorul de chei, dar francezul îi refuză. Soția lui, Persefona, sătulă de atitudinea și infidelitatea soțului ei, îl sfidează și îi conduce pe cei trei către Făuritorul de chei. Acesta este eliberat de Neo, iar Merovingian, aflând de trădarea soției lui, își cheamă slujitorii pentru a-și recaptura prizonierul. În timp ce Neo se luptă cu gărzile iscusite ale Merovingianului, Morpheus, Trinity și Făuritorul de chei o iau la fugă, gonind cu mașina pe o autostradă aglomerată. Doi oameni ai Merovingianului și mai mulți Agenți pornesc în urmărirea lor. Morpheus îi distruge pe acoliții Merovingianului, aruncându-le în aer mașina. Apoi, el și cu Făuritorul de chei sunt salvați de Neo, după ce două camioane conduse de Agenți se ciocnesc și explodează. Între timp, în lumea reală, navele rămase în Zion se pregătesc de lupta cu mașinile. În Matrice, echipajele a trei nave: Nebuchadnezzar, Vigilant și Logos îi ajută pe Neo, Morpheus și pe Făuritorul de chei să ajungă la ușa care duce la Sursă, aflată într-o clădire de birouri. Echipajul de pe Logos trebuie să oprească o uzină electrică din apropiere pentru a preveni un sistem de securitate care ar arunca în aer clădirea care duce la Sursă în momentul în care Făuritorul de chei ar descuia ușa. Echipajul de pe Vigilant trebuie să distrugă generatorul de rezervă al uzinei electrice, însă misiunea acestora eșuează atunci când un grup de Santinele le bombardează nava în lumea reală, distrugând odată cu aceasta și pe membrii echipajului care erau conectați la Matrice. Văzând cele întâmplate, Trinity, rămasă pe Nebuchadnezzar în urma dorinței lui Neo ca ea să rămână în siguranță, decide să intre în Matrice pe cont propriu și să distrugă ea însăși uzina electrică. Deși reușește, nu apucă să mai iasă din Matrice, deoarece este întâmpinată de un Agent și trebuie să se lupte cu acesta pentru a scăpa. Între timp, înapoi în clădire, Neo și ceilalți doi se întâlnesc cu clonele lui Smith. Făuritorul de chei reușește să deschidă intrarea către Sursă, permițându-le lui Neo și lui Morpheus să intre, dar este împușcat de Smith și dublurile lui și moare.

Neo se întâlnește cu Arhitectul

Morpheus se deconectează de la Matrice, iar Neo ajunge într-o cameră plină cu monitoare, în mijlocul căreia se află un bărbat îmbrăcat într-un costum, stând pe un scaun. Acesta se proclamă a fi Arhitectul, creatorul Matricei. Arhitectul îi dezvăluie lui Neo că au existat mai multe versiuni ale Matricei și, odată cu ele, mai multe versiuni ale Alesului. Alesul este o anomalie a Matricei, folosită de mașini ca o unealtă de control pentru a selecta și a scoate din Matrice indivizii care resping sistemul. Astfel se formează orașul Zion, care după un anumit timp este distrus, apoi Matricea este actualizată și îmbunătățită, iar Alesul se întoarce la Sursă și este reprogramat pentru ca mai târziu să-și înceapă din nou misiunea de a-i scoate pe indivizii rebeli din următoarea versiune a Matricei și să repete ciclul. Arhitectul spune că aceasta este a șasea versiune a Matricei și a șasea oară când Zionul urmează să fie distrus. El îi arată lui Neo două uși și îi oferă dreptul de a alege între ușa care duce la Sursă, unde își va continua misiunea pentru care a fost programat, și ușa care duce înapoi în Matrice. Arhitectul îl avertizează pe Neo că refuzul de a merge înapoi la Sursă va cauza o eroare fatală a Matricei, omorându-i pe toți cei conectați și determinând, prin distrugerea orașului Zion, dispariția rasei umane. Neo refuză oferta Arhitectului și se întoarce în Matrice, unde Trinity este împușcată mortal de Agentul cu care se lupta, în timp ce cade din clădire, exact ca în visul lui Neo. Acesta din urmă o prinde chiar înainte să se lovească de pământ și, folosindu-se de puterea lui de manipulare a Matricei, o readuce la viață. Întorcându-se pe Nebuchadnezzar, Neo explică echipajului spusele Arhitectului cu privire la profeția Alesului și la distrugerea iminentă a orașului. Credința lui Morpheus în Ales nu este însă zdruncinată în urma acestei revelații. După un scurt timp, nava este reperată de Santinele și distrusă în timp ce echipajul acesteia reușește să se evacueze. Neo salvează echipajul, doborând Santinelele cu puterea minții sale, dar se prăbușește inconștient în urma acestei acțiuni.
Echipajul este apoi preluat de o altă navă, numită Hammer, care se afla în apropiere. Membrii acesteia explică echipajului navei Nebuchadnezzar încercarea catastrofală de a opri mașinile să ajungă în oraș. Forțele de apărare ale orașului plănuiau să folosească pulsul electro-magnetic al navelor pentru a dezafecta mașinile, dar cineva l-a declanșat înainte ca navele să ajungă pe poziție. Navele au rămas paralizate în urma acestei acțiuni, iar mașinile au măcelărit echipajele lor. Un singur supraviețuitor este găsit: Bane. Scena finală a filmului îi arată pe Neo și pe Bane, aflați pe două paturi într-o infirmerie, unul la capătul celuilalt.

## Distribuția
- Keanu Reeves în rolul lui Neo
- Laurence Fishburne în rolul lui Morpheus
- Carrie-Anne Moss în rolul lui Trinity
- Hugo Weaving în rolul lui Smith
- Harold Perrineau în rolul lui Link
- Randall Duk Kim în rolul lui The Keymaker
- Jada Pinkett Smith în rolul lui Niobe
- Monica Bellucci în rolul lui Persephone
- Gloria Foster în rolul lui The Oracle
- Helmut Bakaitis în rolul lui The Architect
- Lambert Wilson în rolul lui The Merovingian
- Neil and Adrian Rayment as the Twins
- Daniel Bernhardt în rolul lui Agent Johnson
- Leigh Whannell în rolul lui Axel
- Collin Chou în rolul lui Seraph
- Nona Gaye în rolul lui Zee
- Gina Torres în rolul lui Cas
- Anthony Zerbe în rolul lui Councillor Hamann
- Roy Jones, Jr. în rolul lui Captain Ballard
- David A. Kilde as Agent Jackson
- Matt McColm în rolul lui Agent Thompson
- Harry Lennix în rolul lui Commander Lock
- Cornel West în rolul lui Councillor West
- Steve Bastoni în rolul lui Captain Soren
- Anthony Wong în rolul lui Ghost
- Clayton Watson în rolul lui Kid
- Ian Bliss în rolul lui Bane

Zee a fost inițial jucat de Aaliyah, care a murit într-un accident de avion 25 august 2001 înainte de a se termina filmările, prin urmare toate scenele sale au fost re-filmate cu actrița Nona Gaye.

## Producția
Cea mai mare parte a filmului a fost filmată în Sydney, Australia. Urmărirea de pe autostradă a fost filmată în baza aeriană navală abandonată din orașul Alameda, California. Aici, producătorii au construit o autostradă de aproximativ 2,5 km special pentru film (folosită mai târziu de producătorii serialului documentar MythBusters). Porțiuni ale urmăririi au fost produse și în Oakland, California, iar scena din tunel a fost filmată în Webster Tube, care leagă Oakland de Alameda.
97% din materialele folosite pe platourile de filmare au fost reciclate. De exemplu, tone de material lemnos au fost trimise în Mexic, pentru construirea de case pentru venituri mici.

## Recepție

### Box office
Matrix Reloaded a încasat 37,5 milioane $ la deschiderea sa în America de Nord în ziua de joi, îm 3.603 de cinematografe, acesta fiind al doilea film după venitul din prima zi după Spider-Man cu 39,4 milioane $, și filmul cu cele mai mai profituri lansat joia. În primul weekend filmul a adunat 91,7 milioane $, iar per total a încasat 281,5 milioane $ în SUA, și 742,1 milioane $ în lumea întreagă.

### Critică
Reloaded a primit în mare parte recenzii pozitive, cu un rating la Rotten Tomatoes de 73%. Scorul mediu al folmului la Metacritic este 63/100. Totuși, Entertainment Weekly l-a inclus în "25 cele mai rele sequels realizate vreodată".